# MicroC/OS-II
MicroC/OS-II – prosty, niewielki system operacyjny czasu rzeczywistego.
System umożliwia uruchomienie do 64 procesów użytkownika, synchronizację i komunikację. Nie posiada graficznej powłoki, systemu plików ani obsługi sieci. Niewielkie rozmiary pozwalają uruchomić go nawet na procesorach 8 bit (np. Intel 8051) z niewielką pamięcią programu (dla 8051 wystarczy 14kB).
Największą zaletą systemu, oprócz małego rozmiaru kodu wykonywalnego, są certyfikaty, umożliwiające zastosowanie go w aparaturze medycznej, czy awionice wedle najsurowszych norm bezpieczeństwa (DO-178B Level A oraz EUROCAE ED-12B).